# مارسيل غوستن
مارسيل غوستن هو منافس ألعاب قوى بلجيكي، ولد في 25 نوفمبر 1895، وتوفي في 14 يناير 1977.

## وصلات خارجية
- مارسيل غوستن على موقع أوليمبيديا (الإنجليزية)